# کوکوپو
کوکوپو مرکز استان بریتانیای نو شرقی، واقع در کشور پاپوآ گینه نو است. تا سال ۱۹۹۴ مرکز استان شهر رابائول بود اما با فوران دو کوه آتش فشان تاووروور و وولکان، مرکز استان به این شهر منتقل گردید.